# Scharek
Scharek war ein altägyptischer König (Pharao), der im memphitischen Priesterstammbaum eine Generation vor Apopi I. und zwei Generationen vor Ahmose I. aufgelistet ist. Zumeist wird er in der Ägyptologie mit dem Hyksos-König Salitis der 15. Dynastie identifiziert. 
Nach Schneider könnte sich der Name aus dem nordwestsemitischem Schalek ableiten, was (Der Gott NN) hat errettet bedeutet.